# 迪克西 (喬治亞州布魯克斯縣)
迪克西（英語：Dixie）是位於美國喬治亞州布魯克斯縣的一個非建制地區。該地的面積和人口皆未知。

## 地理
迪克西的座標為30°47′09″N 83°39′52″W / 30.78583°N 83.66444°W，而該地的平均海拔高度為51米（即167英尺）。